# Крадіжка велосипеда
Крадіжка велосипеда — це незаконне, таємне та безоплатне вилучення велосипеда поза волею власника. Викрадення завжди полягає в активній поведінці винної особи, спрямованій на привласнення чужого майна.

## Відповідальність за крадіжку
Відповідальність залежить від вартості велосипеда та обставин, які впливають на кваліфікацію дій особи та тягнуть за собою більш суворе покарання. Такі дії визначені частинами 2 — 5 статті 185 КК України: — повторне вчинення; — вчинення за попередньою змовою групою осіб; — вчинення з проникненням у житло, інше приміщення чи сховище; — вчинення з завданням значної шкоди потерпілому (значна шкода визначається із врахуванням матеріального становища потерпілого в межах від 100 до 250 неоподатковуваних мінімумів доходів громадян, що станом на 2017 р. складає від 80 000 грн. до 200 000 грн.); — вчинення крадіжки у великих розмірах (від 250 до 600 неоподатковуваних мінімумів доходів громадян, що станом на 2017 р. складає від 200 000 грн. до 480 000 грн.); — вчинення крадіжки в особливо великих розмірах (від 600 неоподатковуваних мінімумів доходів громадян, що станом на 2017 р. складає 480 000 грн. та більше); — вчинення організованою групою.
Законом передбачено багато видів та розмірів покарань за вчинення крадіжок(в тому числі велосипеда) в залежності від наявності чи відсутності зазначених вище кваліфікуючих ознак.
Кримінальна відповідальність за крадіжку може наступати для осіб, які досягли 14-ти років на момент вчинення злочину.
Отже, за крадіжку велосипеда передбачено такі альтернативні покарання:
1. штраф в розмірі 50 — 100 неоподатковуваних мінімумів доходів громадян (від 850 грн. до 1700 грн.);
2. громадські роботи на строк від 80 до 240 годин;
3. виправні роботи на строк до 2 років;
4. арешт на строк від 1 до 6 місяців;
5. позбавленням волі на строк від 1 до 3 років.

## Способи захисту
1. Замок, який кріпиться вздовж рами і фіксує весь ровер. Допоможе U-подібний замок, що не знімається без ключа.
2. Місце стоянки треба обирати людне. На ніч залишати там, де є камера: на стоянці, біля супермаркету тощо.
3. Закріплення. Треба перевіряти надійність опори, до якої кріпите ровер і не залишати без кріплення.
4. Треба записати серійний номер, який вибитий знизу кареточного вузла (найнижча точка рами). Це допоможе заявити права на ровер, дасть змогу підтвердити, що транспортний засіб справді ваш.